# Richard Huber AG
Die Richard Huber AG ist eine Baum- und Rosenschule in Dottikon im Kanton Aargau in der Schweiz.
Der Inhaber, Richard Huber, ist einer der wenigen Schweizer Rosenzüchter, die über die Grenzen des Landes hinaus bekannt sind. Alljährlich züchtet er neue Rosensorten und hat schon einige Auszeichnungen bekommen. Auch als Spezialität sieht das Unternehmen die Aufzucht und Pflege, und den Export der historischen Rosen, wodurch es sich in ganz Europa bekannt machte.
Auf einer Fläche von ca. 25 ha werden jährlich 300'000 Rosen, 50'000 Ziergehölze und ca. 15'000 Obstbäume angezogen. Auf dem Gelände der Richard Huber AG befinden sich ausserdem ein Pflanzencenter und eine Boutique.
Zur vollen Blüte der Rosen im Schaugarten findet jährlich die Veranstaltung „RosenArt“ statt.

## Geschichte
Etwa um 1880 begann Johann Huber aus Hägglingen in einer Gärtnerei Obstbäume anzuziehen.
Er erwarb sich um die Jahrhundertwende einen guten Namen als Obstbaumspezialist.
Als Johann Huber 1942 starb, führte Richard Huber sen. die Obstbaumschule weiter.

Als dritter im Bunde erlernte Richard Huber jun. (1927–2013) in einer Baumschule den Beruf als Baumschulisten. 1948 führte er die Obstbaumschule weiter. 

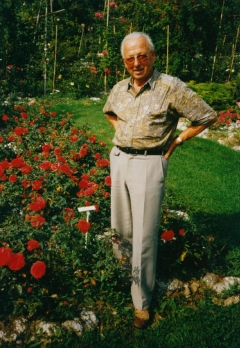
Richard Huber im Schaugarten

In den 1950er Jahren musste er sich entscheiden, ob er den Betrieb mit Obstbäumen oder Rosen weiterführen wollte. Mitte der 50er Jahre hatte er sich eindeutig für Rosen entschieden.
1960 begann Richard Huber junior mit primitiven Mitteln einen Schaugarten anzulegen, der damals eine Fläche von 10 a hatte. Der Schaugarten wurde immer wieder erweitert und hat heute eine Fläche von mehr als einem Hektar.

## Schaugarten
Der Rosenschaugarten umfasst eine Fläche von 8'000 m². Die Rosen dort blühen von Anfang Juni bis Ende September.
Im Rosenschaugarten gibt es zwei Arten von Rosen:
- Öfterblühende Rosen: Edelrosen, Floribundarosen, Bodendeckerrosen und die öfterblühenden Kletter- und Strauchrosen
- Einmalblühende Rosen: Kletter- und Strauchrosen und die sog. historischen Rosen

## Einige Züchtungen und Auszeichnungen

### Züchtungen
| Jahr | Kreuzung                      | Rose                   | Bild |
| ---- | ----------------------------- | ---------------------- | ---- |
| 1967 | Mutation                      | Stadt Luzern           |      |
| 1975 | Moulin Rouge x A.Mailland     | Circus Knie            |      |
| 1975 | Duftwolke x Pharaon           | Black Night            |      |
| 1982 | Duftwolke x Ena Herkness      | Lady Di                |      |
| 1988 | Anytime x William Lobb        | Bipontina              |      |
| 1995 | Duftwolke x Paprika           | Denk an mich           |      |
| 1997 | Duftwolke x Allegro           | Argovia                |      |
| 2000 | Arthur Bell x Elektron        | Mark Twain             |      |
| 2000 | Bonica x Roxburghi            | Dietrich Woessner      |      |
| 2000 | Bonica x Roxburghi            | Schweizer Garten       |      |
| 2001 | Big Purple x Mary Rose        | Hans Rahtgeb           |      |
| 2004 | Golden Celebration x Chivalry | Guido Zäch             |      |
| 2004 | Arthur Bell x R. S. Raleigh   | Goldenes Zweibrücken   |      |
| 2005 | Golden Cel. x Flamingo        | Glückskette            |      |
| 2005 | Golden Cel. x Golden Cel.     | Show Motion            |      |
| 2005 | Golden Cel. x Golden Cel.     | Dr. C. F. S. Hahnemann |      |

### Auszeichnungen
| Rose              | Auszeichnung...               | ...für                    |
| ----------------- | ----------------------------- | ------------------------- |
| Dietrich Woessner | Gold in Baden-Baden           |                           |
| Schweizer Garten  | Silber in Baden-Baden         |                           |
| Hans Rahtgeb      | Baden-Baden                   | Bester Duft               |
| Guido Zäch        | Gold in Rom Monza Baden-Baden | Schönste zweifarbige Rose |
| Glückskette       | Rom Baden-Baden Monza         | Bester Duft               |
| Etienne           | Gold in Japan                 | Bester Duft               |

### "Glückskette"
Die Rose "Glückskette" wurde nach dem schweizerischen Hilfswerk dieses Namens benannt, und an der "RosenArt 2005" gleichzeitig mit der Züchtung "Showmotion" getauft.
Eine Rose der Sorte "Glückskette" kostet 30 CHF. Der Grossteil dieses Betrages wird beim Kauf einer solchen Rose dem Hilfswerk gespendet.